# مهدی‌قلی میرزا (پسر عباس میرزا)
مهدی‌قلی میرزا (درگذشته ۱۸۵۴) شاهزاده قاجار ملقب به سهام الملک و پسر بیستم عباس میرزا و نوه فتحعلی شاه بود.
او در سال ۱۲۶۲ به حکومت بروجرد و دو سال بعد به حکومت مازندران و استرآباد منصوب شد. در همین سال بابیان به سرکردگی محمدعلی بارفروشی و ملاحسین بشرویه در مازندران به مبارزه برخاستند و در جنگ قلعه طبرسی اجتماع کردند. ناصرالدین شاه مهدیقلی میرزا را مامور دستگیری و تسلیم آنان کرد. پس از مدتها جنگ و کشته شدن ملا حسین، بابیان به دلیل قحطی و نایابی غذا در قلعه، مجبور به تسلیم شدند. به دستور مهدیقلی میرزا جمعی از بابیان را در قلعه کشتند و باقی را به مازندران فرستادند تا در آنجا کشته شوند. در نهایت فشارها و تهدیدهای دولت روسیه باعث عزل مهدیقلی‌میرزا از حکومت مازندران و استرآباد شد. ناصرالدین پروین از نوادگان مهدیقلی‌میرزا می‌نویسد که او لقبی نداشت و عبدالحسین نوائی در تصحیح و چاپ کتاب تنبیه‌المتنبئین اثر اعتضادالسلطنه که با عنوان «فتنه باب» منتشر شد، او را با شاهزاده دیگری که لقب سهام‌الملک داشته اشتباه گرفته است.
مهدی‌قلی میرزا دو پسر به نام‌های محمدعلی میرزا (جد اعلای خانواده دادستان) و محمدحسن میرزا معتضدالدوله داشت.